# Ганчо Старибратов
Ганчо Кунчев Старибратов е български офицер от ВВС (полковник) и участник партизанското движение по време на Втората световна война (1941 – 1945).

## Биография
Ганчо Старибратов е роден в семейство на дърводелец от град Копривщица. Образование получава в гимназията в града. След придобиването на средно образование постъпва в Железопътното училище. Бил е политически затворник и доброволец във войната на България срещу Третия Райх. След края на Втората световна война работи във ВВС като политически кадрови офицер. Завършва щурманския авиационен курс във ВВУ, Висшата школа за военни пропагандисти в СССР и Авиационния факултет във Военнополитическата академия „Ленин“ в Москва (1957 – 1961). Защитава дисертация на тема „История на българската авиация“ в същата академия, като придобива научна степен Доктор на историческите науки. През 1969 – 1972 г. той е началник на Политотдела на БГА. От месец август 1972 г. до месец септември 1977 г. е представител на ДСО БГА „Балкан“ в Италия.
Съпругата му Лала Старибратова (преди брака Кунчева) е доброволка по време на войната на България срещу Третия Райх.

## Заемани длъжности
Ганчо Старибратов заема следните длъжности:
- Помощник-командир на летището и комендатурата в бомбардировъчния отряд;
- Началник Политотдел на щурмовата авиационна дивизия (от октомври 1947);
- Висша школа за военни пропагандисти (1949 – 1950);
- Началник Политотдел на 4-та изтребителна авиационна дивизия;
- Заместник началник на Политическия отдел на ПВО и ВВС.

## Награди
- Награда на Централна Европа „Агелус“ (2012), Копривщенски и други истории на полски език.